# Samuel Abiodun Saanumi
Samuel Abiodun Saanumi (* 19. Dezember 1991 in Lagos) ist ein nigerianischer Fußballspieler.

## Karriere
Samuel Abiodun Saanumi erlernte das Fußballspielen in den nigerianischen Jugendvereinen der Bariga Professional Football Academy und des QUK FC. Von Juli 2008 bis zum 20. August 2010 stand er beim nigerianischen Verein Union Bank FC in Lagos unter Vertrag. Am 20. August 2010 wechselte er nach Äthiopien. Hier spielte er bis 12. August 2018 für die Vereine EEPCO Addis Abeba, Saint-George SA, Dedebit FC und Ethiopian Coffee Addis Abeba. Am 13. August 2018 ging er nach Asien. Hier unterschrieb er einen Vertrag beim japanischen Verein Tegevajaro Miyazaki. Der Verein aus Miyazaki spielte in der vierten japanischen Liga, der Japan Football League. Ende 2020 stieg er mit dem Verein in die dritte Liga auf. Nach insgesamt 60 Ligaspielen wechselte er im Februar 2020 zum Regionalligisten Veroskronos Tsuno.